# Michael John Caldwell Gordon
Michael John Caldwell Gordon (Ripon, Yorkshire, Inglaterra, 28 de fevereiro de 1948) é um cientista da computação britânico.